# New Sewickley
New Sewickley è una township degli Stati Uniti d'America, nella contea di Beaver nello Stato della Pennsylvania. Secondo il censimento del 2000 la popolazione è di 7.076 abitanti.

## Società

### Evoluzione demografica
La composizione etnica vede una prevalenza della razza bianca (98,98%) seguita da quella afroamericana (0,17%), dati del 2000.
| township di New Sewickley Popolazione |       |
| 2000                                  | 7.076 |
| Stima al 2009                         | 7.567 |